# Arnd von Gröpelingen

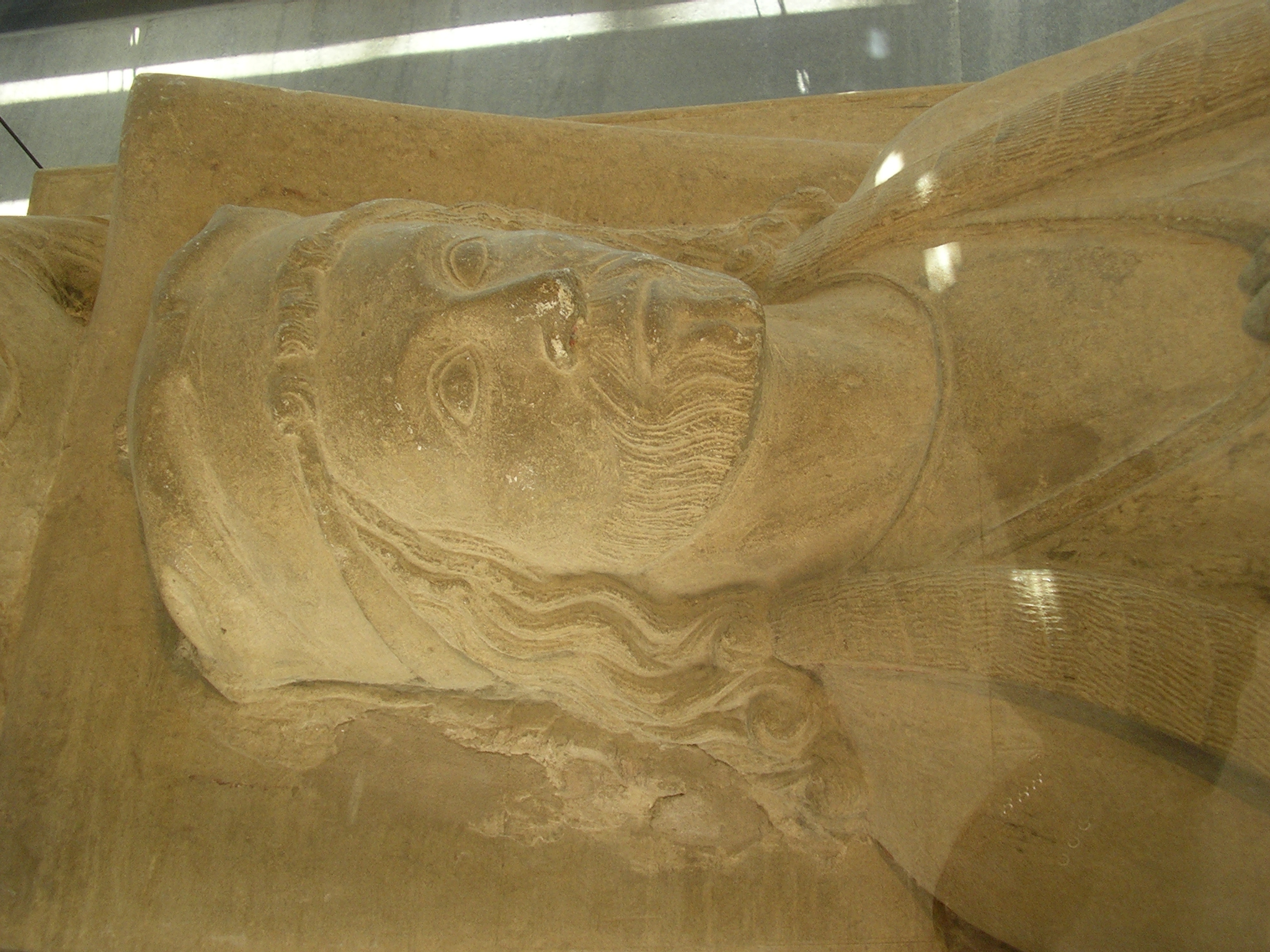
Detail vom Grabmal des Arnd von Gröpelingen aus der Bremer Ansgariikirche, jetzt Focke-Museum.

Arnd von Gröpelingen (* um 1250; † 1304 in Bremen) war ein Bremer Ratsherr.

## Biografie

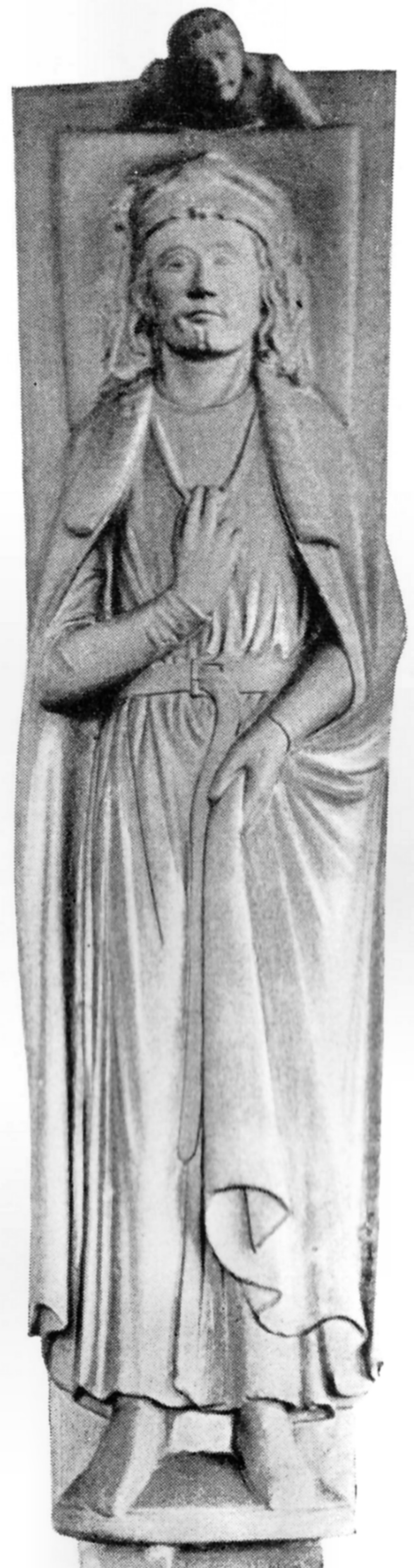
Arnd von Gröpelingen († 1304), Grabfigur. Focke-Museum Bremen, Leihgabe der St.-Ansgarii-Gemeinde Bremen

Arnd von Gröpelingen stammte aus Adelsgeschlecht Gröpelingen, einer Ministerialen-Familie, also aus einem Stand des Dienst- bzw. Ministerialadels (eine Art Beamter) im Hochmittelalter. Den Namen hatte die Familie von dem damals kleinen Dorf Gröpelingen bei Bremen. Im 13. Jahrhundert gehörte ein Zweig der Familie der Oberschicht in Bremen an, so u. a. Luder van Gropelinghe, der im Rat der Stadt von 1250 bis 1260 war. Ritter Arndt van Gropelinghe fand um 1283 bis 1304 Erwähnung. Er war ab 1284 im Rat der Stadt und bewohnte einen steinernen Wohnturm in der Langenstraße nahe der Stadtwaage.
Rechtsunsicherheit und zunehmende Konflikte zwischen dem Rat der Stadt Bremen und den herrschenden Familien mit Grund- und Rentenbesitz – kurz „Geschlechter“ genannt – führten Anfang des 14. Jahrhunderts zur Ratsfehde von 1304/1305, in deren Verlauf der schwer erkrankte Arnd von Gröpelingen und sein Diener von Anhängern der Partei des Ratsherrn Gottschalk Frese ermordet wurden. Sein Tod löste erhebliche Unruhen aus, in deren Verlauf Frese sowie zahlreiche andere Ratsmitglieder und ihre Familien von den „anständigen“ Ratsherren und Bürgern aus der Stadt vertrieben wurden. Es folgte eine kriegerische Auseinandersetzung zwischen der Stadt und den Verbannten, die sich mit Teilen der Ritterschaft des Umlandes verbündet hatten. 1305 besiegte die Stadt die Anhänger Freses, deren Rückkehr in den Rat so verhindert wurde. Der Konflikt führte bis 1308 zu einer schriftlich niedergelegten Kodifizierung des Bremer Stadtrechts, und die eher aristokratischen Patrizier verloren einige Vorrechte.
Die Familie von Gröpelingen stellte noch im 15. Jahrhundert Ratsherren in Bremen.

## Das Grabdenkmal des Arnd von Gröpelingen
Das Grabdenkmal, ehemals in der alten St.-Ansgarii-Kirche aufgestellt, ist sowohl kunstgeschichtlich höchst bemerkenswert (vollplastische Grabmäler sind um 1300 noch sehr selten und in der Regel Bischöfen oder weltlichen Herrschern vorbehalten) als auch in stadtgeschichtlicher Hinsicht (als Zeugnis politisch motivierter Denkmalsetzung beziehungsweise Denkmaldeutung) denkwürdig.
Die seit 1964 als Leihgabe im Focke-Museum ausgestellte Deckelplatte der ehemals farbig gefassten Grabtumba zeigt die Figur eines liegenden Mannes im Hochrelief. Er ist mit offenen Augen dargestellt, bekleidet mit einem pelzgefütterten Mantel und einer barettartigen Mütze. Das Material ist ein glaukonitführender Kalksandstein (Baumberge oder Stemmer Berge bei Haldem), identisch mit dem des Mindener Lettners.
Schon die Chronica von Johann Renner (um 1580) bringt die Grabplatte mit der Person des Arnd und den Umständen des bereits von Rienesberg/Schene beschriebenen Mordes an dem Bremer Ratsherrn zusammen. 1661, vielleicht in Zusammenhang mit einer damals erst vorgenommenen Versetzung der Platte an einen Arkadenpfeiler der südlichen Langhauswand, setzte man zu der dann aufrecht stehenden Grabplatte eine lateinische Inschrift: Monumentum Dn. Arnoldi de Gröpeling viri nobilis et consularis Reip. Bre. una cum protectore famulo sub agone mortis nefarie confossi A. C. MCCCVII a filiis ejusdem Gotefrido et Arnoldo de Gröpeling quondam erectum. Renovatum ab aedilibus divi Ansgarii. (Denkmal des vornehmen Bremer Ratsherrn Arnold von Gröpelingen, der im Todeskampf mit seinem beschützenden Diener ruchlos niedergestochen wurde, errichtet 1307 [sic!] von seinen Söhnen Gottfried und Arnold).
Neuere Forschungen haben in Zweifel gezogen, dass das Grabmal schon ursprünglich für Arnd bestimmt war und halten eine Entstehung in der Mitte des 13. Jahrhunderts für wahrscheinlicher. Denn Stil und Steinmaterial sind identisch mit dem des Mindener Lettners, der um 1230–1250 datiert wird. Auch der Pelzkragen des Dargestellten war in dieser Form schon ein Vierteljahrhundert vor 1304  aus der Mode gekommen. Ein Knecht als Begleitfigur eines vornehmen Mannes auf einem repräsentativen Grabmal passt kaum zum mittelalterlichen Standesdenken. So wurde erwogen, ob nicht die symbolische Gruppierung eines Unbekannten mit seinem Nachkommen später als realistische Darstellung missverstanden wurde, das Opfernarrativ des „treuen Knechtes“ erst auslöste und über 100 Jahre später von Schene in seine Mordgeschichte Arnds integriert werden konnte. Eine endgültige Auflösung des Widerspruchs zwischen Bildtradition und chronikalischer Überlieferung steht noch aus.